# Isaak Elchanan
Isaak Elchanan (gest. 1585) ist einer der Vorfahren der Rothschildfamilie und durch seine Bautätigkeit Namensgeber der Familie Rothschild. 
Er erbaute um 1567 in der Judengasse in Frankfurt am Main das Haus zum Roten Schild in der Judengasse 69. Sein Enkel und dessen Nachfahren nahmen diesen Namen als Familiennamen an und behielten ihn auch als sie 1664 in das Hinterhaus zur Pfanne (Judengasse 188) zogen. Die Häuser in der Frankfurter Judengasse trugen sehr häufig bunte, bildhafte Namen. Viele der im Frankfurter jüdischen Ghetto lebenden Familien leiteten ihren Nachnamen vom Namen des Hauses ab.
Über Isaak Elchanan ist nur sehr wenig bekannt. Überliefert sind vor allem ein Steuerregister, nach dem sich sein Vermögen im Jahre 1558 auf 2700 Gulden belief, sowie nach einigen Quellen ein rekonstruierter Stammbaum seiner Nachkommen, wie im Folgenden dargestellt:
Stammbaum der Nachfahren Isaak Elchanans (Auszüge)

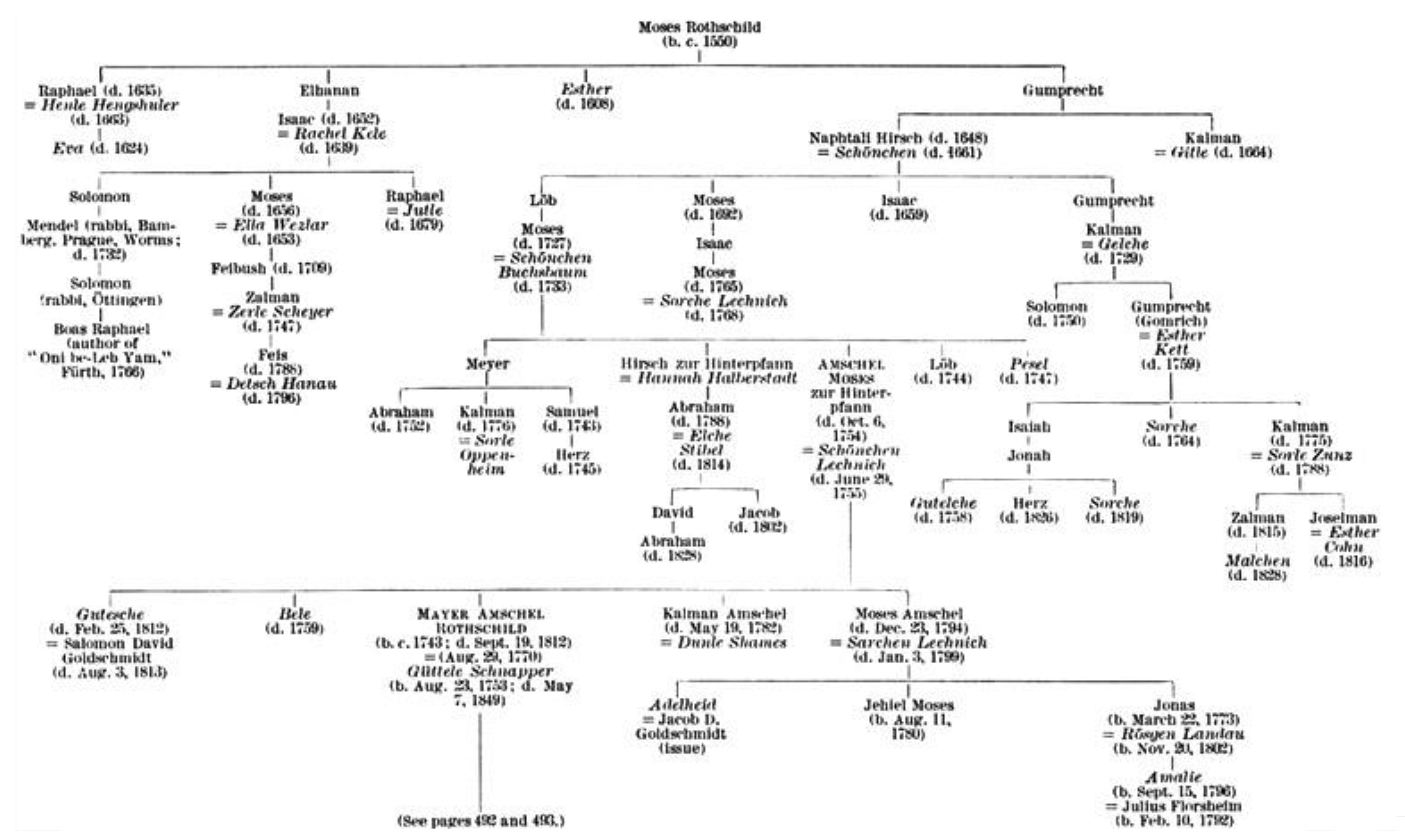
Stammbaum (1912, teils inkorrekt)

- Stammbaum (1912, teils inkorrekt) Isaak Elchanan zum rothen Hahn (gest. 1585) (anders: 13. Oktober 1588 in Frankfurt)
  - Moses (Mosche) Isaak zum rothen Schild (1560–1635 in Frankfurt), Kantor ebd., lebte 1619 im Haus Gelber Ring; ⚭ 1595[2]
    - Naftali Hirsch (Hertz) Moses Rothschild (ca. 1592–1685 in Frankfurt)
      - Kalman Hirsch (Hersch) Rothschild (gest. 18. Juli 1707 in Frankfurt) 
        - Moses Kalman Rothschild (gest. 1735/1765 in Frankfurt); ⚭ Särche Lechnich (gest. 1768) 
          - Amschel Moses Rothschild zur Hinterpfann (gest. 1754/55)[3]
            - Moses Amschel Rothschild (* 1736; gest. 23. Dezember 1794); ⚭ Sarchen Lechnich
              - Edel (Adelheid) Rothschild (1777–1834 in Frankfurt)[4]; ⚭ Jacob David Goldschmidt (1783–1847)[3]
                - Moritz Ritter von Goldschmidt (1803–1888), preußischer Konsul in Wien und Mitbegründer der Wiener Rothschild-Bank; ⚭  Nanette, geborene Landauer (1803–1891)[5][6]
                  - Jacob Adalbert Ritter von Goldschmidt, Komponist und Wagnerianer
                  - Hermann Ritter von Goldschmidt (1840–1918 Wien; Bankier, ab 1863 Mitgesellschafter des Bankhauses Landauer & Goldschmidt)[7]

              - Jonas Moses Rothschild (1773–1840 in Frankfurt)

            - Mayer Amschel Rothschild (* um 1744; gest. 19. September 1812), Gründer der Bankiersfamilie Rothschild

        - Meir Kalman Rothschild (gest. 1747 in Frankfurt)
          - Kalman Meir Rothschild (gest. 22. Juni 1776 in Frankfurt)

  - Rafael Rothschild (gest. 1625/35 in Frankfurt), Kantor ebd., lebte 1619 im Haus Gelber Ring[2]
  - Elchanan (Hähnchen) ben Isaak Bacharach zum rothen Schild (gest. ca. April 1619/1620), lebte im Haus Rotes Schild; ⚭ ebd. Dezember 1585 Eva Wetzlar 
    - Isaak/Jizchak (Hahn) Rothschild (gest. 10. Januar 1652 in Frankfurt), Rabbi[2] und Gemeindevorsteher ebd., lebte 1610 Rotes Schild; ⚭ ebd. 1608 (Rachel) Kele (Geile) bat Mendl Oppenheim (* Worms; ✡ 31. März 1639 in Frankfurt)[8][9]
      - Reizche Rothschild (gest. 2. November 1688 in Frankfurt); ⚭ ebd. Todros Nathan Oppenheim zur silbernen Kanne (gest. 18. September 1697 in Frankfurt)

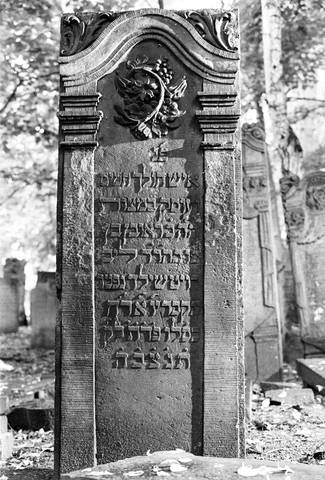
Grabstein Ruben Rothschild 1723

      - Grabstein Ruben Rothschild 1723 Jehuda Löb ben Jizchak Rothschild-Bacharach (* 1609 in Frankfurt; ✡ 9. Mai 1685 in Altona) Gemeindevorsteher ebd.; ⚭ ebd. Elkele bat Jaakow b. Reuwen Ree (gest. 1744 ebd.)[10]
        - Reuwen (Ruben) ben Löb Rothschild (gest. 28. November 1723 in Altona); ⚭ ebd. mit Rechel bat Michel Mehlhausen (gest. ebd. 1734)[11]
          - Gelche Sara bat Reuwen Rothschild (gest. 16. Juli 1763 in Altona); ⚭[12] ebd. Salomon (Salman) ben Heymann (Chaim) Fürst (gest. wohl 3. Juni 1784[13] in Altona), möglicherweise Vater des Levin Salomon Fürst[14]
          - Jehuda/Juda Löb Jaakow ben Reuwen Rothschild a.d.H. Bacharach (gest. 1750 in Altona)

        - Izek Rothschild (gest. in Altona), unser Lehrer, der Meister
        - Aberle (Abraham) Rothschild (gest. 1744 in Altona)
        - Samuel Rothschild (gest. in Altona)
          - Ruben Rothschild (gest. 23. Februar 1788 in Altona)

      - Moses Rothschild (gest. 1657 in Frankfurt), ⚭ Ella Wetzlar (gest. 1653)[3]
        - Feibusch Rothschild (gest. 1709)
          - Zalman Rothschild, ⚭ Zerle Scheyer (gest. 1747)
            - Feis Rothschild (gest. 1788), ⚭ Detsch Hanau (gest. 1796)

      - Raphael Rothschild (gest. 1686 in Frankfurt), ⚭ Jutte (gest. 1679)
      - Salomon Rothschild[3]
        - Mendel Rothschild (gest. 1782), Rabbi in Bamberg, Prag und Worms
          - Salomon Rothschild, Rabbi in Oettingen
            - Boas Raphael Rothschild, Autor von Oni he-Leb Yam (Fürth, 1766)[15]

    - Raphael Rothschild (gest. in Frankfurt), lebte 1630 im Haus Rotes Schild
    - Salomon Rothschild (gest. nach 1677, in Frankfurt), lebte 1638 im Haus Rotes Schild
      - Joseph Rothschild, Erlaubnis zum Abriss, Umbau und Aufteilung des Grundstücks Rotes Schild in zwei neue Häuser, Besitzer bis Brand 1711, danach Wiederaufbau.